# Bernard Comby

Bernard Comby

Bernard Comby (* 20. Februar 1939 in Saxon, heimatberechtigt in Vollèges) ist ein Schweizer Politiker (FDP).
Zum 25. November 1991 wurde Comby in den Nationalrat gewählt. Dort hatte er Einsitz in mehreren Kommissionen. Bei den Parlamentswahlen 1999 wurde er nicht wiedergewählt und schied daher zum 5. Dezember 1999 aus der grossen Kammer aus.
Der Ökonom (Dr. sc. éc.) ist verheiratet und hat zwei Kinder. Er wohnt in Saxon. In der Schweizer Armee war er Soldat. 1992 wurde Comby Ehrenmitglied der Universität Augsburg.